# Souther-Hillman-Furay Band
La Souther-Hillman-Furay Band è stata un supergruppo statunitense, proveniente da Los Angeles, Fondato nel 1975 su sollecitazione del noto produttore David Geffen. Era composto dal leader J.D. Souther (ex Gentleman Boys), da Richie Furay (ex Poco, e dagli ex Manassas Al Perkins, Chris Hillman, Paul Harris, e Jim Gordon.  

## Storia del gruppo
Il fondatore della band, Chris Hillman, scelse di assemblare alcuni suoi colleghi ed amici musicisti: il tastierista/flautista Paul Harris,  entrambi avevano lavorato con i Barnstorm; e il chitarrista Al Perkins. Il settetto venne poi completato dal noto turnista Jim Gordon.

## Discografia

### Album in studio
- 1975 - The Souther-Hillman-Furay Band
- 1976 - Trouble in Paradise

## Formazione

### Storica
- J. D. Souther - voce, chitarra (1975-1976)
- Richie Furay - voce, chitarra (1975-1976)
- Al Perkins - voce, chitarra (1975-1976)
- Chris Hillman - basso (1973-1976)
- Jim Gordon - batteria (1975-1976; morto nel 2023)

### Altri ex membri
- Paul Harris - tastiera, flauto, chitarra (1975; morto nel 2023)
- Mickey McGee - batteria, percussioni (1976; morto nel 2021)